# Maarten Solleveld
Maarten Solleveld (Amsterdam, 5 februari 1979) is een Nederlandse schaker en wiskundige. Hij is sinds 2012 een schaakgrootmeester (GM). Solleveld speelt ook in The Internet Chess Club met 30.000 leden.

## Opleiding en beroep
Maarten Solleveld ging naar het Montessori Lyceum in Amsterdam en deed daar VWO-examen. Van 1997 tot 2002 studeerde hij wiskunde aan de Universiteit van Amsterdam. Vervolgens werkte hij daar als wetenschappelijk assistent en promoveerde in 2007 bij Eric Opdam op het onderwerp Periodic cyclic homology of affine Hecke algebras.
Voor zijn promotie ontving hij in 2008 de een keer per vijf jaar uitgereikte Andreas Bonn Medaille van het Nederlandse Genootschap ter bevordering van Natuur-, Genees- en Heelkunde.
Van 2007 tot 2011 werkte hij als wetenschappelijk assistent aan de Universiteit van Göttingen. Per oktober 2011 werd Maarten Solleveld universitair hoofddocent wiskunde aan de Radboud Universiteit te Nijmegen.

## Resultaten als schaker
- In 1998 won hij met twee punten voorsprong 1998 een categorie 8 jeugdtoernooi in Sas van Gent.
- In 2000 won hij het open kampioenschap van Gouda.[4] In 2005 en in 2012 werd hij tweede, in 2002 en in 2003 eindigde hij als gedeeld derde.
- In 2001 kreeg hij de titel Internationaal Meester (IM).
- Van 26 juli t/m 4 augustus 2002 speelde hij mee in het Lost Boys-toernooi dat in Amsterdam verspeeld werd. Loek van Wely eindigde hier op de eerste plaats terwijl Solleveld 26e werd.
- Van 2 t/m 9 augustus 2003 werd in Vlissingen het  Hogeschool Zeeland toernooi gespeeld met 248 deelnemers dat gewonnen werd door Rustam Kasimdzjanov met 8 punten. Solleveld eindigde met 6 punten op de 22e plaats.
- In juli 2005 werd in Esbjerg het 20e Noordzee cup 2005 toernooi met 7.5 punt uit 9 ronden gewonnen door de Russische grootmeester Vladimir Belov. Er waren 128 deelnemers, Maarten Solleveld werd met zeven punten gedeeld derde, welke plaats hem een grootmeesternorm opleverde.
- Op 3 september 2005 werd in Gouda het derde Siom Open toernooi met 6 uit 7 gewonnen door Daniël Fridman. Solleveld eindigde met 5.5 punt op de derde plaats
- In september 2005 nam Solleveld deel aan het Roc Aventus kampioenschap van Apeldoorn dat door Arthur van de Oudeweetering met 5.5 uit 6 gewonnen werd. Solleveld eindigde met 5 punten op een gedeelde tweede plaats.
- In 2010 won hij de Schachtürken-Cup in Paderborn.
- In juni 2012 won Solleveld het Apeldoorns Rapidkampioenschap met 7,5 uit 9, hetzelfde aantal punten als GM Vladimir Epishin maar die bleef Solleveld voor op basis van weerstandpunten. Hij liet ook sterke spelers als Felix Levin, Roeland Pruijssers, Armen Hachijan en Stefan Kuipers achter zich.
- In september 2012 werd hij grootmeester. De normen hiervoor had hij behaald in de Meesterklasse seizoen 2002/03 (met overwinningen op onder andere Ľubomír Ftáčnik, Igor Glek, Ivan Sokolov en Jan Gustafsson), door derde te worden op de 20e Nordsee-Cup in juli 2005 in Esbjerg en in de Meesterklasse seizoen 2011/12.[5]

Maarten Sollevelds Elo-rating is 2495 per april 2023, waarmee hij nummer 32 is op de Nederlandse Elo-ranglijst. Hij wordt echter aangemerkt als "inactief", omdat hij sinds de Nederlandse competitieronde seizoen 2016/17 geen partij meer heeft gespeeld die valt onder het Elo-systeem. Zijn hoogste Elo-rating 2536 had hij in de periode mei–augustus 2012.

## Resultaten met schaakteams
- Met het nationale Nederlandse jeugdteam werd hij in 1997 tweede bij de Glorney Cup in Oakham.

## Schaakverenigingen
In Nederland speelde hij tot 2005 voor SV Zukertort Amstelveen en van 2005 tot 2012 voor S.O. Rotterdam. Sinds seizoen 2012/13 speelt Solleveld voor Accres Apeldoorn. In seizoen 2002/03 was hij topscoorder in de Nederlandse Meesterklasse.
In Duitsland speelde hij in seizoen 1999/2000 voor SG Heiligenhaus, waarmee hij na twee opeenvolgende promoties in seizoen 2001/02 in de nationale competitie speelde. Sinds seizoen 2007/08 speelde hij voor Tempo Göttingen, in seizoen 2013/14 voor DJK Aufwärts St. Josef Aachen.